# カミル・グラバラ
カミル・ミェチスワフ・グラバラ（Kamil Mieczysław Grabara, 1999年1月8日 - ）は、ポーランド・ルダ・シロンスカ出身のサッカー選手。VfLヴォルフスブルク所属。ポーランド代表。ポジションはゴールキーパー。

## 経歴

### クラブ
2016年1月、母国ポーランドのルフ・ホジューフからリヴァプールに移籍金25万ポンドで移籍した。ポーランド人ゴールキーパーとしてリヴァプールに所属したのはイェジー・ドゥデク以来、2人目である。グラバラはトップチームで出場することはなく、プレミアリザーブリーグでのプレーが続いた。
2019年1月6日、デンマーク・スーペルリーガのAGFに期限付き移籍した。
2019年7月15日、EFLチャンピオンシップのハダースフィールド・タウンに期限付き移籍した。
2020年9月28日、2シーズン前にも在籍したAGFへの期限付き移籍が決定した。
2021年7月3日、コペンハーゲンと5年契約を結び移籍した。
2023年9月、ブンデスリーガのVfLヴォルフスブルクは、退団するクーン・カステールスの後任として、グラバラと2024年7月1日からの長期契約を締結したことを発表した。

### 代表
2017年11月14日、U-21デンマーク代表戦でU-21ポーランド代表デビューを果たした。
2022年6月1日、UEFAネーションズリーグ2022-23のウェールズ代表戦でA代表デビュー。

## 個人成績
2020年2月4日現在
| 所属クラブ                        | シーズン     | リーグ戦                   | リーグ戦 | リーグ戦 | FAカップ | FAカップ | リーグ杯 | リーグ杯 | その他 | その他 | 合計 | 合計 |
| 所属クラブ                        | シーズン     | ディビジョン               | 出場     | 得点     | 出場     | 得点     | 出場     | 得点     | 出場   | 得点   | 出場 | 得点 |
| --------------------------------- | ------------ | -------------------------- | -------- | -------- | -------- | -------- | -------- | -------- | ------ | ------ | ---- | ---- |
| リヴァプール                      | 2018–19      | プレミアリーグ             | 0        | 0        | 0        | 0        | 0        | 0        | —      | —      | 0    | 0    |
| リヴァプール                      | 2019–20      | プレミアリーグ             | 0        | 0        | 0        | 0        | 0        | 0        | —      | —      | 0    | 0    |
| AGF (loan)                        | 2018–19      | デンマーク・スーペルリーガ | 16       | 0        | 0        | 0        | 0        | 0        | —      | —      | 16   | 0    |
| ハダースフィールド・タウン (loan) | 2019–20      | EFLチャンピオンシップ      | 28       | 0        | 0        | 0        | 0        | 0        | —      | —      | 28   | 0    |
| キャリア合計                      | キャリア合計 | キャリア合計               | 44       | 0        | 0        | 0        | 0        | 0        | 0      | 0      | 44   | 0    |

## 代表歴

### 出場大会
- ポーランド代表
  - 2022 FIFAワールドカップ

### 試合数
- 国際Aマッチ 1試合 0得点（2022年）[12]

| ポーランド代表 | 国際Aマッチ | 国際Aマッチ |
| 年             | 出場        | 得点        |
| -------------- | ----------- | ----------- |
| 2022           | 1           | 0           |
| 通算           | 1           | 0           |

## タイトル
コペンハーゲン
- デンマーク・スーペルリーガ: 2021-22, 2022-23
- デンマーク・カップ: 2022-23